# Sultanato di Tagiura
Il Sultanato di Tagiura fu un regno della Somalia, nell'area attualmente parte dello stato del Gibuti.

## Storia
Il sultanato di Tagiura venne fondato ufficialmente nel XV secolo, derivando il proprio territorio dal sultanato di Zeila.
Nel 1875 l'Egitto, che aveva ottenuto dall'Impero ottomano la sovranità sulle coste occidentali del Mar Rosso, lanciò un'offensiva contro gli stati dell'area che portò ad una reazione dei sultanati locali. L'esercito egiziano si concentrò su Tagiura, comandato dall'esploratore svizzero Werner Munzinger ma, malgrado la resistenza dei locali, le truppe egiziane riuscirono a mantenere il presidio dell'area.
Per riconquistare almeno parte della propria indipendenza, il sultano di Tagiura, Ahmed ben Mohamed sottoscrisse il 21 settembre 1884 un accordo di protettorato col governatore di Obock, territorio coloniale francese. Il 17 novembre 1884, il giorno dopo la partenza delle truppe egiziane, la città fu formalmente occupata dalla Francia. Tuttavia, l'amministrazione francese non vi si stabilì fino al 1928.
In questa data, Húmmed Mahámmad venne sottoposto all'autorità dell'amministrazione coloniale della costa somala francese, conservando quindi solo a livello onorifico il proprio titolo. Nel 1977, quando venne costituito lo stato di Gibuti, il territorio di Tagiura passò nel nuovo stato. Da allora i sultani si susseguono come cariche puramente onorifiche.

## Lista dei sovrani
- c. 1450-1480: 'Asa Kamil
- c. 1480-1510: Sehem
- c. 1510-1540: Hindiwan
- c. 1540-1570: Hamad
- c. 1570-1600: Hummad
- c. 1600-1620: Mahammad
- c. 1620: Burhan b. Mahammad
- c. 1620-1655: Dini bin Mahammed
- c. 1655: Kamil bin Burhan
- c. 1655-1680: Hamad bin Dini
- c. 1680-1705: Dini bin Hammad
- c. 1705: Hamad bin Musa
- 1705-1740: Mahámmad bin Dini
- c. 1740-1770: Mahámmad bin Hamad
- c 1770: Hamad bin Nasar
- c. 1770-1800: Hummad bin Mahammad
- c. 1800-1820: Mandaytu bin Hamad
- 1821-1859: "Ad'Allom" Mahámmad bin Hummad
- 1860-1862: Mahámmad bin Mandaytu
- 1863-1879: Hummad bin "Ad'Allom" Mahámmad
- 1880-1912: Hummad bin Mahammad bin Mandaytu
- 1913-1927: Mahámmad bin Arbahim
- 1928-1962: canticchiato bin Mahammad
- 1964-1984: Habib bin Hamad bin Hummad bin Mahammad bin Mandaytu
- 1985-2019: 'Abdulkâdir "'Abdo" bin Húmmed bin Mahammad
- 2022: Ali Habib Ahmed